# Briffons
Briffons település Franciaországban, Puy-de-Dôme megyében. Lakosainak száma 265 fő (2022. január 1.). Briffons Sauvagnat, Bourg-Lastic, Heume-l’Église, Laqueuille, Lastic, Perpezat, Prondines, Saint-Germain-près-Herment, Saint-Julien-Puy-Lavèze, Saint-Sulpice és Tortebesse községekkel határos.

## Népesség
A település népességének változása:
| Lakosok száma | 295  | 279  | 283  | 269  | 264  | 261  | 262  | 264  | 265  |
|               | 2013 | 2015 | 2016 | 2017 | 2018 | 2019 | 2020 | 2021 | 2022 |